# Edward Egan
Edward Michael Egan (Oak Park, Illinois; 2 de abril de 1932 - Nueva York, 5 de marzo de 2015) fue un arzobispo de Nueva York y cardenal.
Fue ordenado sacerdote para la Archidiócesis de Chicago el 15 de diciembre de 1957 y posee una licenciatura en Teología y un doctorado en Derecho Canónico en la Universidad Pontificia Gregoriana, de Roma.
Después de servir como sacerdote en la Catedral del Santo Nombre, y como secretario del cardenal Albert Meyer (1958-1960), fue asistente vicerrector del Pontificio Colegio Norteamericano (1960-1964). A su regreso a Chicago fue vicecanciller (1964-1968) y co-rector para las relaciones humanas y el ecumenismo (1968-1972). De 1972 a 1985 fue Auditor Prelado de la Rota Romana y enseñó la práctica judicial en el Estudio rotal y la Universidad Gregoriana.
El 1 de abril de 1985 fue nombrado obispo titular de Allegheny y auxiliar de Nueva York, recibiendo la ordenación episcopal el 22 de mayo. Fue trasladado a la sede residencial de Bridgeport, el 5 de noviembre de 1988 y promovido a arzobispo de Nueva York el 11 de mayo de 2000.
Contribuyó a la revisión del Código de Derecho Canónico en los años posteriores al Concilio Vaticano II.
Fue relator general en la 10.ª Asamblea General Ordinaria del Sínodo de los Obispos (octubre de 2001).
Fue creado y proclamado Cardenal por Juan Pablo II en el consistorio del 21 de febrero de 2001, del título de Ss. Giovanni e Paolo (Santos Juan y Pablo).
Fue arzobispo emérito de Nueva York desde el 23 de febrero de 2009.
En la Curia Romana fue miembro del Pontificio Consejo para la Familia, de la Comisión para el Patrimonio Cultural, del Tribunal de la Signatura Apostólica, de la Oficina para los Asuntos Económicos de la Santa Sede y del Consejo de Cardenales para el Estudio de los Asuntos Organizativos y Económicos de la Santa Sede.
Esta enterrado en la cripta debajo del altar mayor de la Catedral de San Patricio de Nueva York.